# Mila del Sol
Clarita Rivera y Villarba, más conocida como Mila del Sol (Tondó, 12 de mayo de 1923 – Parañaque, 10 de noviembre de 2020) fue una actriz y empresaria filipina.

## Biografía
Nacida en Tondó, Manila, logró reconocimiento en su país luego de su aparición en la película de 1939 Giliw Ko. Fue descubierta por la presidenta de LVN Pictures Narcisa de León, quien la ayudó a conseguir un papel en el filme. La producción fílmica en el país se vio afectada durante la ocupación japonesa y solamente en 1945 pudo reactivarse. Del Sol trabajó nuevamente con LVN y figuró en producciones cinematográficas como Orasang Ginto, Ibong Adarna y Villa Hermosa en la década de 1940.
Del Sol se retiró de la industria en la década de 1950 para dedicarse a su familia, pero regresó en los años 1960 para participar en los filmes Pakipot,  Tatlong Magdalena y Espionage Far East, además de realizar algunas apariciones en la televisión filipina.
La actriz falleció el 10 de noviembre de 2020 a los noventa y siete años.

## Filmografía destacada

### Cine
- 1938 - Ang Maya
- 1938 - Hatol ng Mataas na Langit
- 1938 - Mariang Alimango (X'Otic)
- 1939 - Giliw Ko (LVN)
- 1940 - Hali (LVN)
- 1940 - Prinsesa ng Kumintang (LVN)
- 1940 - Sawing Gantimpala (LVN)
- 1940 - Maginoong Takas (LVN)
- 1940 - Nag-iisang Sangla (LVN)
- 1941 - Angelita (LVN)
- 1941 - Hiyas ng Dagat (LVN)
- 1941 - Rosalinda (LVN)
- 1941 - Villa Hermosa (LVN)
- 1941 - Ararong Ginto (LVN)
- 1941 - Ibong Adarna (LVN)
- 1942 - Caviteno (LVN)
- 1946 - Orasang Ginto (LVN)
- 1946 - Garrison 13 (LVN)
- 1946 - Alaala Kita (LVN)
- 1946 - Dalawang Daigdig (LVN)
- 1946 - Ang Prinsipeng Hindi Tumatawa (LVN)
- 1947 - Maling Akala (LVN)
- 1947 - Violeta (LVN)
- 1947 - Binatang Taring (LVN)
- 1947 - Isang Ngiti Mo Lamang (Eduque)
- 1947 - Romansa (LVN)
- 1947 - Sarungbanggi (LVN)
- 1950 - Tatlong limbas (FPP)
- 1948 - Malaya (Mutya sa Gubat) (LVN)
- 1949 - Hiyas ng Pamilihan (LVN)
- 1949 - Kuba sa Quiapo (LVN)
- 1949 - Lupang Pangako (LVN)
- 1949 - Batalyong XIII (LVN)
- 1949 - Don Juan Teñoso (LVN)
- 1950 - Nuno sa Punso (LVN)
- 1950 - Dayang-Dayang (LVN)
- 1950 - In Despair (LVN)
- 1951 - Reyna Elena (LVN)
- 1951 - Anak ng Pulubi (LVN)
- 1952 - Romansa sa Nayon (LVN)
- 1952 - Haring Solomon at Reyna Sheba (LVN)
- 1957 - Escapade in Japan
- 1960 - Pakipot
- 1960 - Tatlong Magdalena
- 1961 - Espionage: Far East
- 1969 - Young Girl
- 1974 - Batya't Palu-palo
- 1989 - Kahit Wala Ka Na

### Televisión
- Rawhide
- Silent Service
- Problema Mo Na Yan
- Talagang Ganyan